# Chroom (element)
Chroom is een chemisch element met symbool Cr en atoomnummer 24. Het is een zilverkleurig overgangsmetaal.

## Ontdekking
Johann Gottlob Lehmann vond in 1761 in de bergen van de Oeral een oranje-rood mineraal dat hij Siberisch rood lood noemde, omdat hij dacht dat het een loodverbinding was met seleen en ijzer. Later bleek dat hij het mineraal crocoiet had gevonden, dat uit lood(II)chromaat PbCrO4 bestaat.
Enkele jaren later bezocht Peter Simon Pallas de plaats opnieuw en ontdekte dat het Siberisch rood lood zeer geschikt was als pigment in verf. Spoedig daarna werd het materiaal populair en bleek er ook een heldere gele kleurstof te kunnen worden gemaakt van crocoiet.
Het lukte Nicolas-Louis Vauquelin in 1797 om chroomoxide uit crocoiet te isoleren door het mineraal met zoutzuur te mengen. Hij was een jaar later in staat om uit chroomoxide metallisch chroom te isoleren door het in een oven te verhitten en ontdekte weer later dat sommige edelstenen, zoals robijn, ook sporen van chroom bevatten.
Chroom werd tot het begin van de 19e eeuw vooral als verfcomponent gebruikt, maar kwam daarna steeds meer in zwang als metaal in legeringen.
De naam chroom komt van het Oudgriekse χρῶμα, chrōma, dat kleur betekent.

## Toepassingen
Chroom wordt veel gebruikt gebruikt om staal mee te plateren, zodat het staal beter tegen corrosie bestand wordt. Andere toepassingen zijn:
- Als katalysator bij chemische reacties.
- Het chroomhoudende mineraal chromiet wordt gebruikt als mal bij de productie van vuurvaste bakstenen, omdat het een hoog smeltpunt heeft, weinig uitzet en zijn stabiele kristalstructuur behoudt.[2]
- In de glasindustrie als kleurstof; het geeft glas een smaragdgroene kleur.[2]
- Chroom wordt gebruikt voor het vervaardigen van roestvast staal.
- Het wordt als pigment in verf gebruikt, lood(II)chromaat is een gele kleurstof.
- Kaliumdichromaat wordt in chemische laboratoria vaak gebruikt als reagens en om glaswerk te reinigen.
- Chroom(IV)oxide werd als het magnetisch materiaal in cassettebandjes gebruikt van het type II om het minder geschikte ijzer(III)oxide dat daarvoor in bandjes van het type I werd gebruikt te vervangen, maar werd zelf weer vervangen door ferrochroom en ijzerpoeder.
- Het radioactieve chroom-51 51Cr wordt gebruikt in biomedische toepassingen.
- Chroomzouten, waaronder chroom(III)sulfaat, worden gebruikt voor het looien van leer.

## Eigenschappen
Cr3+ is van groot belang voor de stofwisseling van suiker in het menselijk lichaam, maar een te grote inname van Cr3+ kan tot huiduitslag leiden. Hexavalent chroom Cr6+ is een gevaarlijke vorm van chroom. Deze diffundeert door de huid en celmembraan en kan DNA oxideren en hierdoor de werking ervan ernstig verstoren. In tegenstelling tot de meeste andere metalen die als sporenelement in organismen voorkomen, bindt chroom niet aan eiwitten.
In de oxidatietoestand +6 is chroom in zuur milieu een zeer krachtige oxidator.

## Verschijning
De belangrijkste bron van chroom is het mineraal chromiet FeCr2O4 dat vooral in Zuid-Afrika, Kazachstan, India en Turkije wordt gedolven. In 2013 werd er jaarlijks zo'n 28,8 miljoen ton chromiet uit de grond gehaald, dat ongeveer 7,5 miljoen ton metallisch chroom oplevert.
Soms wordt metallisch chroom in de aardbodem aangetroffen.
| Topproducenten van chroom 2019 | Topproducenten van chroom 2019 | Topproducenten van chroom 2019 |
| Positie                        | Land                           | Productie (duizend ton)        |
| ------------------------------ | ------------------------------ | ------------------------------ |
| 1                              | Zuid-Afrika                    | 16395                          |
| 2                              | Turkije                        | 10000                          |
| 3                              | Kazachstan                     | 6700                           |
| 4                              | India                          | 4139                           |
| 5                              | Finland                        | 2415                           |
|                                | Brazilië                       | 200                            |
|                                | anderen                        | 4910                           |

## Isotopen
| Stabielste isotopen | Stabielste isotopen       | Stabielste isotopen      | Stabielste isotopen      | Stabielste isotopen      | Stabielste isotopen      |
| Iso                 | RA (%)                    | Halveringstijd           | VV                       | VE (MeV)                 | VP                       |
| ------------------- | ------------------------- | ------------------------ | ------------------------ | ------------------------ | ------------------------ |
| 50Cr                | 4,345                     | 1,8·1017 j               | 2 EV                     | 1,037                    | 50Ti                     |
| 51Cr                | Synthetisch radio-isotoop | 27,7025 d                | EV                       | 0,753                    | 51V                      |
| 52Cr                | 83,789                    | stabiel met 28 neutronen | stabiel met 28 neutronen | stabiel met 28 neutronen | stabiel met 28 neutronen |
| 53Cr                | 9,501                     | stabiel met 29 neutronen | stabiel met 29 neutronen | stabiel met 29 neutronen | stabiel met 29 neutronen |
| 54Cr                | 2,365                     | stabiel met 30 neutronen | stabiel met 30 neutronen | stabiel met 30 neutronen | stabiel met 30 neutronen |

In de natuur komen er drie stabiele isotopen van chroom voor. Daarnaast zijn er nog een groot aantal, ongeveer 20, instabiele isotopen bekend waarvan 50Cr met een halfwaardetijd van 1,8·1017 jaar nog steeds voorkomt en zo'n 4% van het totaal uitmaakt. De andere radioactieve isotopen hebben veel kortere halfwaardetijden.

## Toxicologie en veiligheid
Chroom is irriterend voor de ogen en huid en de zeswaardige vorm kan bij inwendig gebruik kankerverwekkend zijn door oxidatie van het DNA. Ook kan Cr(VI) door de huid diffunderen, daarom mag het niet met blote handen worden aangeraakt. In 1958 is door de Wereldgezondheidsorganisatie besloten dat in drinkwater de chroomconcentratie maximaal 0,05 mg/liter mag zijn.
Het feit dat chroom sensitisatie van de huid kan veroorzaken is onder dermatologen goed bekend.
Er werden in 2008 in het haar van scholieren rond IJmuiden hogere doses chroom dan normaal aangetroffen. Dit houdt mogelijk verband met de uitstoot van deze stof door de toenmalige staalfabrikant Corus.

## Chroom in de voeding en als supplement
Over het belang van chroom in de voeding is nog niet heel veel bekend. Wel bekend is dat het een rol speelt in het metabolisme van koolhydraten en lipiden. De biologisch relevante vorm van chroom is waarschijnlijk het driewaardige ion Cr3+. De Europese Autoriteit voor Voedselveiligheid heeft in 2009 de aanbevolen dagelijkse hoeveelheid voor chroom verlaagd van 125 naar 40 μg/dag, maar in 2014 besloten, dat chroom geen essentieel onderdeel van onze voeding is.

### Supplementen
Globaal kan men twee soorten onderscheiden, organisch gebonden chroom zoals chroom(III)picolinaat, chroom(III)di- en trinicotinaat en chroom(III)ethanolaminefosfaat en anorganisch chroom zoals chroom(III)chloride. Een aantal case reports rapporteert een verband tussen het gebruik van chroom(III)picolinaat en het optreden van rabdomyolyse, dat is spierafbraak, nierfalen en een gestoord denkvermogen. Laboratoriumproeven lieten weleens beschadiging van het DNA zien, maar er is voor de mens niet aangetoond dat dit relevant is. In een veiligheidsevaluatie van chroompicolinaat concludeerde de Europese Autoriteit voor Voedselveiligheid dat de inname van chroom(III) picolinaat in voedingssupplementen en verrijkte voeding geen risico's met zich meebrengt, zolang de dosering niet boven de 250 µg per dag uit komt en de Wereldgezondheidsorganisatie stelt ook dat de dagelijkse suppletie van chroom beter niet meer dan 250 µg/dag moet zijn.
Suppletie met chroom is alleen zinvol bij mensen met een tekort aan chroom, maar dat komt in het algemeen niet voor. Tevens is het zo dat chroom in zeer veel voedingsmiddelen zit, weliswaar in kleine hoeveelheden. Met een normale voeding loop je dus geen tekort op. Er zit relatief veel chroom in broccoli en volkoren producten. Producten met veel suiker, dus fructose en sacharose, hebben een nadelige invloed op de hoeveelheid chroom in ons lichaam.
Chroom ·
Molybdeen ·
Wolfraam ·
Seaborgium